# قرارهای ملاقات دنیس جنینگز
قرار ملاقات‌های دنیس جنینگز (انگلیسی: The Appointments of Dennis Jennings) یک فیلم کوتاه در سبک کمدی به کارگردانی دین پاریزو است که در سال ۱۹۸۸ منتشر شد.
این فیلم در شصت و یکمین دوره جوایز اسکار برندهٔ جایزهٔ اسکار «بهترین فیلم کوتاه» شد.

## خلاصه داستان
دنیس جنینگز (با بازی استیون رایت) مردی است درون‌گرا که علائمی از اختلالات وسواسی، اضطراب و پارانوئید (بدگمانی) را دارد و دورانِ جوانیِ پُرالتهابی را از سر گذرانده است. او به‌عنوان یک پیشخدمت مشغول به‌کار است و دوست‌دختری دارد که نسبت به وی و وضعیتش بی‌تفاوت است و رفتار رئیس‌گونه‌ای با او دارد. دنیس با روان‌پزشک خود «قرار ملاقات»‌هایی در مطبش دارد، اما این روان‌پزشک (با بازی روآن اتکینسون) هم از دست او خسته شده و نسبت به حرفهایی که می‌زند بی‌علاقه است. دنیس متوجه می‌شود که پزشکش، مسائل خصوصی او را با همکارانش در یک بار مشروب‌فروشی در میان می‌گذارد و در عین حال با دوست‌دختر او، ارتباط غیرمشروع پنهانی دارد. اینجاست که دنیس به خود آمده و می‌گوید دیگر بس است…

## بازیگران
- استیون رایت
- روآن اتکینسون
- لاری میت کالف
- جو گریفاسی
- کریستوفر دورانگ